# Ешвілл (Огайо)
Ешвілл (англ. Ashville) — селище (англ. village) в США, в окрузі Пікавей штату Огайо. Населення — 4529 осіб (2020).

## Географія
Ешвілл розташований за координатами 39°43′2″ пн. ш. 82°56′55″ зх. д. / 39.71722° пн. ш. 82.94861° зх. д. (39.717202, -82.948700).  За даними Бюро перепису населення США в 2010 році селище мало площу 6,49 км², уся площа — суходіл. В 2017 році площа становила 5,77 км², уся площа — суходіл.

## Демографія
Згідно з переписом 2010 року, у селищі мешкало 4097 осіб у 1598 домогосподарствах у складі 1100 родин. Густота населення становила 631 особа/км².  Було 1731 помешкання (267/км²).
Расовий склад населення:
| - 96,7 % — білих - 1,0 % — чорних або афроамериканців - 0,4 % — корінних американців - 0,3 % — азіатів |

До двох чи більше рас належало 1,4 %. Частка іспаномовних становила 1,4 % від усіх жителів.
За віковим діапазоном населення розподілялося таким чином: 29,3 % — особи молодші 18 років, 61,2 % — особи у віці 18—64 років, 9,5 % — особи у віці 65 років та старші. Медіана віку мешканця становила 32,8 року. На 100 осіб жіночої статі у селищі припадало 94,1 чоловіків;  на 100 жінок у віці від 18 років та старших — 90,1 чоловіків також старших 18 років.
Середній дохід на одне домашнє господарство  становив 68 502 долари США (медіана — 60 904), а середній дохід на одну сім'ю — 76 832 долари (медіана — 71 835). Медіана доходів становила 47 363 долари для чоловіків та 34 688 доларів для жінок. За межею бідності перебувало 13,2 % осіб, у тому числі 19,2 % дітей у віці до 18 років та 5,8 % осіб у віці 65 років та старших.
Цивільне працевлаштоване населення становило 2140 осіб. Основні галузі зайнятості: освіта, охорона здоров'я та соціальна допомога — 26,0 %, фінанси, страхування та нерухомість — 10,3 %, виробництво — 9,6 %, науковці, спеціалісти, менеджери — 9,4 %.